# Instituto Federal da Bahia
Instituto Federal da Bahia powstał w 2 czerwca 1910 jako Instituto da Bahia w Salvador w stanie Bahia.
Obecnie na uniwersytecie studiuje około 8 tys. osób.